# 品質工程
品質工程（英語：Quality Engineering），由日本學者田口玄一創始的工程方法，以統計學的方式來進行實驗及生產過程管控，達到產品品質改善及成本降低的雙重目的，也應用在生物學、行銷及廣告。專業統計學家認同品質工程的目標及帶來的進步．特別是品質工程對於變異的研究，但認為品質工程中一些建議的作法不具有效性。
為了表示對發明者的尊崇，它也被稱為是田口式品質工程（Taguchi Quality Engineering），或是田口方法（Taguchi Methods）。它是目前為了達到穩健設計中最著名的方法學，因而也被稱為田口式穩健設計方法（Taguchi Methods of Robust Design）。
品質工程包括了三個和統計學有關的原則：
- 特定的損失函數（田口損失函數）
- 離线质量控制的哲學
- 實驗設計的創新

## 田口方法
田口方法（英文：Taguchi Method）是於1950年代由日本田口玄一博士首創的试验设计法，主要依設計參數（控制因子及其水準值）選用適當之直交表，另輔以訊號／雜音比（S/N）分析與變異數分析，用以獲知設計參數對產品品質影響程度，進而獲致特定操作條件之最佳化設計參數組合。田口實驗法除了可大幅減少傳統試誤實驗之次數、人力及時間等外，同時亦可確實最佳化製程參數，達成改善產品品質與降低生產成本之雙重效益。田口玄一博士因發展此技術而被尊稱為品質工程之父。除非採用有干擾因子的內外表與SN比才能稱作田口方法，否則則是一般的试验设计法。

### 品質損失
田口玄一博士將品質損失定義為產品在其生命週期內，整個社會對其付出的總代價。品質損失愈少，代表較高的品質。若有{\displaystyle n}個產品，出產產品特性{\displaystyle y_{i}}，理想產品品質目標{\displaystyle m}，產品抽樣標準差{\displaystyle S}，則這批產品的平均品質損失可以高斯平方损失函数表示為：
{\displaystyle {1 \over n}\textstyle \sum _{i=1}^{n}\displaystyle k(y_{i}-m)^{2}=k\times MSD}（式1）
田口玄一博士將均方差（英文：mean squared deviation，MSD）定義為：
{\displaystyle {1 \over n}\textstyle \sum _{i=1}^{n}\displaystyle (y_{i}-m)^{2}=MSD}（式2）
依據理想產品品質目標m以及出產產品特性{\displaystyle y_{i}}之間的關係，總品質損失函數可分為三種：

#### 望目型（英文：nominal-the-best，NTB）
式1中{\displaystyle y_{i}}越接近m則品質損失越小。例如當電阻器的設計公差為5±0.10歐姆，則電阻為5.099和5.101歐姆的兩個電阻器的品質損失幾乎沒有差異。
{\displaystyle {1 \over n}\textstyle \sum _{k=1}^{n}\displaystyle k(y_{i}-m)^{2}=k\times MSD=k\times [({\bar {y}}-m)^{2}+S^{2}]}（式3）

#### 望小型（英文：smaller-the-better ，STB）
{\displaystyle y_{i}}越小品質損失越小，亦即目標值m=0，改寫式1為：
{\displaystyle {1 \over n}\textstyle \sum _{k=1}^{n}\displaystyle ky_{i}^{2}=k\times MSD=k\times ({\bar {y}}^{2}+S^{2})}（式4）
例如輪胎的偏心率、壓縮機或發動機的噪音等都是屬於此類型。

#### 望大型（英文：larger-the-better ，LTB）
{\displaystyle y_{i}}越大品質損失越小，相當求1/{\displaystyle y_{i}}越大品質損失越小，此時m=0，亦即
{\displaystyle {1 \over n}\textstyle \sum _{k=1}^{n}\displaystyle k({1 \over y_{i}}-m)^{2}={1 \over n}\textstyle \sum _{k=1}^{n}\displaystyle k({1 \over y_{i}})^{2}}（式5）
例如機械零件之耐磨耗壽命等。
一些作者使用τ，而其他一些作者則使用T作為理想產品品質目標，但是田口玄一博士用m來表示。

### 影響因子

#### 控制因子
即為實驗中的操作變因和控制變數，通稱參數設計中實驗者可以控制的因子。若該因子在變動水準時，品質特性的變異維持不變，則也可稱為調整因子。

#### 干擾因子（或稱雜訊因子）
干擾因子為實驗者無法控制，使品質特性產生變異的變數。例如：製造環境（溫度、濕度等）、操作者本身、材料的異質性、製程參數變異（機具與機具之間的異質性、同台機具不同時間的異質性等）

#### 信號因子
在特定的控制因子下，輸入某一信號可使品質特性隨之變化的因子，稱之為信號因子。所控制的信號與隨之變化的品質特性並不一定完全相同，但有顯著因果關係。例如：電風扇轉速設定是一信號因子，藉由轉速的設定可改變風量的大小。射出成型時，藉由壓力的增加，可使產品的尺寸更接近模具尺寸。汽車方向盤的轉向角度，可以指示汽車的迴轉半徑。

### 訊號／雜訊比
田口玄一博士借用訊號工程中的訊號雜訊比來比較不同控制因子與干擾因子在同一試驗之中，對最終結果所產生的影響。SN比以{\displaystyle \eta }表示，常規的訊號雜音比是代表實驗者的自變數對最後結果產生的變化（信號效果）與實驗者其他變量對最後結果所產生的影響（雜訊效果）的比值。
望目型SN比以 {\displaystyle \eta =10\log({{\bar {y}}^{2} \over S^{2}})}表示；
望小型SN比以 {\displaystyle \eta =-10\log({1 \over n}\textstyle \sum _{k=1}^{n}\displaystyle ky_{i}^{2})} 表示；
望大型SN比以 {\displaystyle \eta =10\log[{1 \over n}\textstyle \sum _{k=1}^{n}\displaystyle ({1 \over y_{i}})^{2}]} 表示。
SN比{\displaystyle \eta } 是以直交表中各因子的各水準為計算組，例如當控制因子{\displaystyle C_{A}}有兩種水準，則需分別計算第一水準{\displaystyle C_{A}}的SN比{\displaystyle \eta _{1}}與第二水準{\displaystyle C_{A}}的SN比{\displaystyle \eta _{2}}，較大的SN比代表該水準的品質損失越小，為理想的水準。

### 直交表
田口實驗法利用直交表（英文：Orthogonal Array，OA）來收集資料，能讓我們以較少的實驗而獲得更可靠的因子效果估計量。利用直交表進行實驗是穩健設計的一個重要技巧。直交表的規格表示為{\displaystyle L_{a}(b^{c})}，其中a為列數，表示一組實驗的實驗次數；b為水準數；c為欄數（最多可容納的最多因子數）。田口實驗法所使用的直交表由兩個正交陣列組成，內部陣列容納可控因子，而雜訊（或不可控制）因子嵌入外部正交陣列。田口玄一博士一共列了18種規格的直交表，一般稱作標準直交表，以下以{\displaystyle L_{9}(3^{4})}與{\displaystyle L_{8}(2^{6})}舉例。

### L9(34){\displaystyle L_{9}(3^{4})}直交表
代表共有9組實驗，其中最多可容納3個水準的因子4個，在全因子試驗中需有{\displaystyle 3^{4}=81}組實驗，但若利用田口實驗法，只要9組實驗即可。
不過因為假設兩個兩等級的雜音因子，實驗要重複4次，總計36次田口實驗。
當計算第一水準{\displaystyle C_{A}}的SN比{\displaystyle \eta _{1}}，需取用編號1、2、3的樣本；計算第二水準{\displaystyle C_{A}}的SN比{\displaystyle \eta _{2}}需取用編號4、5、6的樣本；計算第三水準{\displaystyle C_{A}}的SN比{\displaystyle \eta _{3}}需取用編號7、8、9的樣本，依此類推。
| 編號 | 控制因子              | 控制因子              | 控制因子              | 控制因子              | 雜訊因子              | 雜訊因子              | 雜訊因子              | 雜訊因子              |
| 編號 | {\displaystyle C_{A}} | {\displaystyle C_{B}} | {\displaystyle C_{C}} | {\displaystyle C_{D}} | {\displaystyle N_{A}} | {\displaystyle N_{A}} | {\displaystyle N_{B}} | {\displaystyle N_{B}} |
| ---- | --------------------- | --------------------- | --------------------- | --------------------- | --------------------- | --------------------- | --------------------- | --------------------- |
| 1    | 1                     | 1                     | 1                     | 1                     | {\displaystyle y_{1}} | {\displaystyle y_{2}} | {\displaystyle y_{3}} | {\displaystyle y_{4}} |
| 2    | 1                     | 2                     | 2                     | 2                     | {\displaystyle y_{1}} | {\displaystyle y_{2}} | {\displaystyle y_{3}} | {\displaystyle y_{4}} |
| 3    | 1                     | 3                     | 3                     | 3                     | {\displaystyle y_{1}} | {\displaystyle y_{2}} | {\displaystyle y_{3}} | {\displaystyle y_{4}} |
| 4    | 2                     | 1                     | 2                     | 3                     | {\displaystyle y_{1}} | {\displaystyle y_{2}} | {\displaystyle y_{3}} | {\displaystyle y_{4}} |
| 5    | 2                     | 2                     | 3                     | 1                     | {\displaystyle y_{1}} | {\displaystyle y_{2}} | {\displaystyle y_{3}} | {\displaystyle y_{4}} |
| 6    | 2                     | 3                     | 1                     | 2                     | {\displaystyle y_{1}} | {\displaystyle y_{2}} | {\displaystyle y_{3}} | {\displaystyle y_{4}} |
| 7    | 3                     | 1                     | 3                     | 2                     | {\displaystyle y_{1}} | {\displaystyle y_{2}} | {\displaystyle y_{3}} | {\displaystyle y_{4}} |
| 8    | 3                     | 2                     | 1                     | 3                     | {\displaystyle y_{1}} | {\displaystyle y_{2}} | {\displaystyle y_{3}} | {\displaystyle y_{4}} |
| 9    | 3                     | 3                     | 2                     | 1                     | {\displaystyle y_{1}} | {\displaystyle y_{2}} | {\displaystyle y_{3}} | {\displaystyle y_{4}} |

#### L8(26){\displaystyle L_{8}(2^{6})}直交表
代表共有8組實驗，其中最多可容納2個水準的因子6個，在全因子試驗中需有{\displaystyle 2^{6}=64}組實驗，但若利用田口實驗法，只要8組實驗即可。
不過因為假設兩個兩等級的雜音因子，實驗要重複4次，總計32次田口實驗。
當計算第一水準{\displaystyle C_{A}}的SN比{\displaystyle \eta _{1}}，需取用編號1、2、3、4的樣本；計算第二水準{\displaystyle C_{A}}的SN比{\displaystyle \eta _{2}}需取用編號5、6、7、8的樣本，依此類推。
| 編號 | 控制因子              | 控制因子              | 控制因子              | 控制因子              | 控制因子              | 控制因子              | 雜訊因子              | 雜訊因子              | 雜訊因子              | 雜訊因子              |
| 編號 | {\displaystyle C_{A}} | {\displaystyle C_{B}} | {\displaystyle C_{C}} | {\displaystyle C_{D}} | {\displaystyle C_{E}} | {\displaystyle C_{F}} | {\displaystyle N_{A}} | {\displaystyle N_{A}} | {\displaystyle N_{B}} | {\displaystyle N_{B}} |
| ---- | --------------------- | --------------------- | --------------------- | --------------------- | --------------------- | --------------------- | --------------------- | --------------------- | --------------------- | --------------------- |
| 1    | 1                     | 1                     | 1                     | 1                     | 1                     | 1                     | {\displaystyle y_{1}} | {\displaystyle y_{2}} | {\displaystyle y_{3}} | {\displaystyle y_{4}} |
| 2    | 1                     | 1                     | 1                     | 2                     | 2                     | 2                     | {\displaystyle y_{1}} | {\displaystyle y_{2}} | {\displaystyle y_{3}} | {\displaystyle y_{4}} |
| 3    | 1                     | 2                     | 2                     | 1                     | 1                     | 2                     | {\displaystyle y_{1}} | {\displaystyle y_{2}} | {\displaystyle y_{3}} | {\displaystyle y_{4}} |
| 4    | 1                     | 2                     | 2                     | 2                     | 2                     | 1                     | {\displaystyle y_{1}} | {\displaystyle y_{2}} | {\displaystyle y_{3}} | {\displaystyle y_{4}} |
| 5    | 2                     | 1                     | 2                     | 1                     | 2                     | 1                     | {\displaystyle y_{1}} | {\displaystyle y_{2}} | {\displaystyle y_{3}} | {\displaystyle y_{4}} |
| 6    | 2                     | 1                     | 2                     | 2                     | 1                     | 2                     | {\displaystyle y_{1}} | {\displaystyle y_{2}} | {\displaystyle y_{3}} | {\displaystyle y_{4}} |
| 7    | 2                     | 2                     | 1                     | 1                     | 2                     | 2                     | {\displaystyle y_{1}} | {\displaystyle y_{2}} | {\displaystyle y_{3}} | {\displaystyle y_{4}} |
| 8    | 2                     | 2                     | 1                     | 2                     | 1                     | 1                     | {\displaystyle y_{1}} | {\displaystyle y_{2}} | {\displaystyle y_{3}} | {\displaystyle y_{4}} |

### 數據分析
田口玄一博士定義實驗步驟如下：
（1）將設計因素分為控制，信號和弱因素三類。控制因素是影響過程可變性並且可能會或可能不會影響過程平均響應的因素。信號因子顯著影響平均響應（英文：mean response），但對響應的變異性沒有（或微不足道）影響。弱因素對響應的均值或變異性沒有影響。
（2）藉由選用控制因素的水準來減少過程的可變性。
（3）藉由選用信號因子的水準將平均響應移向理想目標m。

#### 水準選擇
以ABCD四種控制因子與其水準為例，其中水準間SN比最大的是{\displaystyle C_{C}}，其水準3的SN比最大，因此{\displaystyle C_{C}}水準3所造成的品質損失為最小。
| SN比              | 控制因子              | 控制因子              | 控制因子              | 控制因子              |
| SN比              | {\displaystyle C_{A}} | {\displaystyle C_{B}} | {\displaystyle C_{C}} | {\displaystyle C_{D}} |
| ----------------- | --------------------- | --------------------- | --------------------- | --------------------- |
| 水準1             | 3.90                  | 3.99                  | 1.92                  | 2.71                  |
| 水準2             | 3.78                  | 3.57                  | 4.48                  | 4.10                  |
| 水準3             | -                     | 3.97                  | 5.12                  | 4.71                  |
| 貢獻度 (Max-min)  | 0.12                  | 0.42                  | 3.20                  | 2.00                  |
| 因子重要 程度排名 | 4                     | 3                     | 1                     | 2                     |

列出重要因素及決定可量測的品質特性， 再運用田口實驗法逐步實驗。 實驗數據透過S/N比檢視對結果的平均響應，選擇最佳化條件（有時可能因成本過高而無法選擇使用最佳水準），兼顧品質穩健性與成本。

## 應用
田口氏的品質工程在統計學及工程學上都有很大的貢獻。田口氏強調社會損失、觀測實驗中變異的技術，及對於系統、參數及公差設計的策略都在各地的製造品質提昇上有幫助。雖然品質工程中的一些統計方法是有爭議的，但品質工程廣為應用在各種製程則是沒有爭議的。找一下相關的期刊和網頁，可以看出品質工程已成功的應用在許多的領域，包括VLSI設計、通訊及信息網路的最佳化設計、電子電路的設計、光罩的雷射雕刻、銀行的金流最佳化、政府的政策訂定、機場跑道的利用率、甚至是穩健的環保設計。